# Церковь святого Вукола
Церковь святого Вукола (греч. Άγιος Βουκόλος; тур. Aziz Vukolos Kilisesi) — греческая православная церковь в Измире (Турция). Освящена в честь святого Вукола, епископа Смирнского.

## История
Церковь святого Вукола, которую начали строить в 1886 году армяне греко-православного вероисповедания, была открыта для богослужений в 1887 году. Это была единственная армянская постройка, не пострадавшая после вступления в город кемалистских войск и последовавших резни и сожжения христианских кварталов города в 1922 году. В результате обмена населением между Грецией и Турцией церковная община покинула Измир в следующем году.
В феврале 1924 года по просьбе Мустафы Кемаля Ататюрка в здании церкви разместился Измирский археологический музей. В этот период фрески в церкви были замазаны. В 1951 году, с переездом музея в Кюльтюрпарк, здание церкви стало функционировать как оперный учебный зал и склад. В 1975 году оно было зарегистрировано как «культурное достояние, подлежащее защите». Здание сильно пострадало во время пожара в 1990 году. В 2003 году оно было передано в пользование муниципалитету Измира. В декабре 2008 года в храме начались реставрационные работы. После завершения реставрационных работ в 2010 году здание церкви стали использовать для культурно-массовых мероприятий; две из четырёх пристроек церкви были открыты как Музей прессы Измирской ассоциации журналистов и Мемориальный дом Ханифе Четинер и Эсина Йылмаза. 17 августа 2014 года впервые с 1922 года в храме было совершено богослужение на праздник Успения Пресвятой Богородицы.

## Архитектура
Построенная из камня и кирпича церковь имеет один неф, одну апсиду и один трансепт.